# Hesperomeles obtusifolia
Hesperomeles obtusifolia är en rosväxtart som först beskrevs av Christiaan Hendrik Persoon, och fick sitt nu gällande namn av John Lindley. Hesperomeles obtusifolia ingår i släktet Hesperomeles och familjen rosväxter. Utöver nominatformen finns också underarten H. o. microphylla.